# 10347 Муром
10347 Муром (10347 Murom) — астероїд головного поясу, відкритий 23 квітня 1992 року.
Тіссеранів параметр щодо Юпітера — 3,495.